# Maia Sandu
Maia Sandu (Risipeni, 1972. május 24. –) moldáv közgazdász és politikus. Az Akció és Szolidaritás Párt elnöke, 2019-ben öt hónapig Moldova miniszterelnöke, 2020 óta elnöke. 

## Pályafutása
A Moldova Fălești járásában fekvő Risipeni községben született. 1989–1994 között Chișinăuban a Moldovai Közgazdasági Akadémián tanult menedzsment szakon. 1994–1996 között Moldova Gazdasági Minisztériumának munkatársa volt, ahol az EU-val és Fekete-tenger menti térséggel történő együttműködésért felelős részleg főmunkatársaként, majd 1996-tól 1998-ig a nemzetközi gazdasági szervezetekért felelős  főosztály munkatársakét, később helyettes vezetőjeként dolgozott. 1995-től 1998-ig a Közigazgatási Akadémián tanult.
1998-tól 2005-ig a Világbank moldáv képviseletén dolgozott közgazdászként. 2010-ben elvégezte a Harvard Egyetem közigazgatási iskoláját (Harvard University John F. Kennedy School of Government). 2010-től 2012-ig az Egyesült Államokban élt, ahol a Világbank ügyvezető igazgatójának tanácsadója volt.

### Politikai pályafutása
2012–2015 között oktatási miniszter, 2014–2015 között a moldáv parlament tagja volt. 2019. június 8-tól november 14-ig Moldova miniszterelnöke volt. Az Európa-párti politikai erők támogatottjaként indult a 2016-os moldovai elnökválasztáson, de akkor alulmaradt Igor Dodonnal szemben. A 2020-as moldovai elnökválasztást megnyerve november 16-tól Maia Sandu az ország megválasztott elnöke, december 24-étől az ország elnöke, egyszersmind Moldova történetének első női elnöke.
2021 végén a Politico Europe Európa legbefolyásosabb embereinek éves rangsorában az „álmodozók” kategória 6. helyére tette. Az ország Szovjetuniótól való elszakadás óta a reformok mellett legelkötelezettebb elnökeként pártja 2021-es parlamenti választáson elért sikere után kapott valódi politikai lehetőséget programjának megvalósítására, így például a korrupció felszámolására. Geopolitikai szempontból ugyanakkor, bár nyíltan Európai Unió-barát, Oroszországgal is jó viszonyra kell törekednie, például az energiabiztonság érdekében. Ugyanakkor a transznisztriai konfliktus megoldásához egyelőre ő sem talált kulcsot, bár megjegyezte, hogy Moldovának már egyre kevésbé fontos a szakadár terület visszaszerzése.

## Második elnöki ciklusa
A 2024 őszén tartott elnökválasztáson Maia Sandut újraválasztották. Az elnökválasztás októberi 20-i első fordulójában első helyen végzett, a november 3-i második fordulót közel 11%-os fölénnyel nyerte meg vetélytársa, Alexandr Stoianoglo előtt. Győzelmét nagyrészt a külföldön leadott szavazatoknak köszönhette. 2024. december 24-én iktatták be hivatalába és megkezdte második elnöki ciklusát. 
A beiktatási ünnepségen elismerte, hogy elnöksége első négy évében a pandémia és az Ukrajnában folyó háború miatt nem sikerült jelentősen javítani a moldovaiak életét, és az országot aktuálisan sújtó energetikai válságra is kitért. Hangsúlyozta ugyanakkor sikereit az ország egységének, demokratikus rendszerének biztosításában és a béke megőrzésében.